# Heike Haseloff-Grupp
Heike Haseloff-Grupp (geboren 18. April 1951 in Herzebrock, Nordrhein-Westfalen, als Heike Haseloff) ist eine deutsche Juristin. Sie war von 2005 bis 2017 Präsidentin des Landessozialgerichts Baden-Württemberg in Stuttgart.
Nach Scheidung von Klaus Grupp in 2018 führt sie seit Juni 2022 wieder den Namen Heike Haseloff.

## Leben und Wirken
Nach ihrer Schulzeit in Gütersloh studierte Heike Haseloff Rechtswissenschaften an der Freien Universität Berlin. Im Jahr 1976 legte sie dort die Erste Juristische Staatsprüfung ab. Dann wechselte sie nach Baden-Württemberg und absolvierte 1978 in Stuttgart die Zweite Juristische Staatsprüfung. 1979 begann sie ihre berufliche Tätigkeit als Regierungsassessorin bei der Landesanwaltschaft beim Verwaltungsgerichtshof Baden-Württemberg in Mannheim. 1982 wurde sie zur Richterin auf Lebenszeit am Verwaltungsgericht Karlsruhe ernannt.
1988 wurde sie an den Verwaltungsgerichtshof in Mannheim abgeordnet, wo sie im Oktober 1990 zur Richterin ernannt wurde. Im Laufe der folgenden neun Jahre bearbeitete sie mehrere Rechtsgebiete, darunter das Recht der Planfeststellung im Straßenrecht, Naturschutzrecht, Baurecht, Polizeirecht, Versammlungsrecht, Kommunalrecht und Ausländerrecht. Außerdem war sie als Präsidialrichterin für Verwaltungs-, Organisations- und Personalfragen des Gerichtshofs zuständig. Zwischenzeitlich war sie an das Justizministerium Baden-Württemberg abgeordnet.
Ab März 1997 leitete Heike Haseloff als Präsidentin das Sozialgericht Karlsruhe und wechselte damit von der Verwaltungs- in die Sozialgerichtsbarkeit. Sie wurde vor allem wegen ihrer Entscheidungen im Kassenarztrecht schnell bekannt. Im Juni 2005 wurde Heike Haseloff zur Präsidentin des Landessozialgerichts Baden-Württemberg in Stuttgart ernannt. Von da an bis zu ihrem Ruhestand im September 2017 führte sie den Vorsitz im Ersten Senat des Gerichts, der zuständig für Rechtsstreitigkeiten der Gesetzlichen Unfallversicherung und der Grundsicherung für Arbeit („Hartz IV“) ist.
Im März 2018 beauftragte der Landtag von Baden-Württemberg Heike Haseloff mit der Untersuchung der sogenannten „Zulagen-Affäre“ an der Hochschule für öffentliche Verwaltung und Finanzen Ludwigsburg.
Heike Haseloff lebt in Mannheim und war bis 2018 mit Klaus Grupp verheiratet, emeritierter Professor des Lehrstuhls für Öffentliches Recht an der Universität des Saarlandes. Sie ist Mitstifterin des 1998 ins Leben gerufenen Hanna-Nagel-Preises, der bildende zeitgenössische Künstlerinnen ab 40 Jahren fördert.